# Kamp Arriën
Kamp Arriën, bij Ommen was een werkkamp dat tijdens de Tweede Wereldoorlog gebouwd werd in opdracht van de Rijksdienst voor de Werkverruiming .

## Opbouw
Kamp Arriën, gelegen aan de Brinkweg bij de stad Ommen, werd in 1940 voor de Rijksdienst voor de Werkverruiming, kortweg de werkverschaffing, gebouwd. Tot begin januari 1942 hebben werkeloze Nederlanders in het kamp gewoond. Zij werden ingezet bij zware grondwerkzaamheden. Het kamp was gebouwd voor 96 personen. Leider van het kamp was een kok/beheerder.

## Joodse periode
Vanaf januari 1942 tot de nacht van 2 op 3 oktober (Jom Kipoer) van dat jaar is het kamp in gebruik geweest als buffer voor Westerbork. Joodse mannen woonden in die periode als arbeider in het kamp en werden ingezet bij graafwerkzaamheden en wegenaanleg. In genoemde nacht zijn alle Joodse mannen uit de werkkampen, zo ook die uit Kamp Arriën, naar Kamp Westerbork afgevoerd. Hen was wijs gemaakt dat daar gezinshereniging zou plaatsvinden. Van vervoer was nauwelijks sprake. De barre tocht moest te voet worden afgelegd. Het werk werd beschreven als bezighouderij. Het redelijke rantsoen werd na enige tijd aanmerkelijk kleiner, omdat de bezetter het niet nodig vond om voldoende voedsel aan Joodse mensen te verstrekken.

## Latere periode
Het kamp is na 1942 opvangcentrum voor evacués uit de “Randstad” geweest. Zij moesten wijken voor de activiteiten rond de Atlantikwall. Vanaf 1946 zijn de barakken, ten gevolge van de heersende woningnood, bewoond geweest door gezinnen uit de omgeving. In 1969 wordt het kamp gesloten en gesloopt.
Op 3 oktober 2016 werd een herdenkingspaneel geplaatst op de plek waar het kamp stond.